# 給与明細 (テレビ番組)
『給与明細』（きゅうよめいさい）は、テレビ東京系列局ほかで放送されたLOCOMOTION製作のドキュメンタリー番組。キー局のテレビ東京では2001年10月3日から2008年9月28日まで放送された。
2014年4月5日から9月27日まで新シリーズ『給与明細2』が放送された。
2018年4月8日から2023年3月27日までインターネットテレビABEMAに場を移し、4年ぶりにレギュラー番組として配信された。2025年に単発番組として再開。

## 概要

### 主な放送内容
世間にあまり実情が知られていない幾多の職業にスポットを当て、その仕事内容や給与額などを追求・公開していた番組である。キャバクラやホストクラブといった水商売にスポットを当てることが多く、その関係からかリポーターにグラビアアイドルやAV女優を多く起用していた点が特徴として挙げられる。内容によっては1週で完結できずに、2週もしくは3週に分けて放送するケースも見受けられた。

### スポンサー（第1シリーズ）
この番組はプロピアによる一社提供で放送されていたが、同社は2007年3月一杯で同番組のスポンサーを一時降板し、2007年4月から2008年4月まではMLJがスポンサーに就いていた。プロピアは自主再建を図りつつ2008年4月にスポンサーへ復帰したものの、その後自主再建を断念。2008年7月8日に東京地方裁判所に民事再生法の適用を申請し、事実上倒産する形になった。なお、プロピア倒産直後の同年7月13日放送分では、CMが全て公共広告機構（現・ACジャパン）のものに差し替えられていた。
プロピアが倒産したことは、その後の番組の放送にも多大な影響を残した。同社倒産が発覚したのは改編直前の時期であり、新たなスポンサーを獲得することは必須だった。しかし、獲得期限には間に合わず、番組は2008年9月28日放送分をもって7年間の放送に幕を閉じることになった。

### スポンサー（第2シリーズ）
アイランドタワークリニックの一社提供で放送されていた。

## 出演者

### 案内人
- テリー伊藤 - 登場時には「またお会いしましたね。テリー伊藤です。」と言うのが決まりになっている。
  - 番組冒頭では、「月3万円で、夢を追う生活。月30万円で、平穏な毎日を送る生活。人には言えない仕事で、300万円稼ぐ生活。不況のこの時代、どの暮らしを選びますか？あなたの給与明細を、私に見せてください。」キーワードは、怖くなったらすぐ帰って来る。

### リポーター
第1シリーズ
- 石井康太（やるせなす）
- 中村豪（やるせなす）
- 花井美理
- 浦えりか
- 尾崎ナナ

第1シリーズ放送途中までのリポーター
- MEGUMI
- 臼井静
- 大城美和
- 水谷さくら
- 夏目ナナ
- 伊藤美希
- かすみ果穂
- 須藤寛子
- 乾貴美子

第2シリーズ
- 岩井勇気（ハライチ）
- 清水楓
- 清水あいり
- あいざきしの
- 川奈ゆう
- 藤田恵名

ABEMA版
「潜入ガールズ」として公募される。特別審査員にテレビ東京版準レギュラーだった尾崎菜々（当時：尾崎ナナ）が就任し出演。
- 吉沢真穂
- 金子智美
- 小柳歩
- まろか
- 加納葉月
- 水咲優美[4]
- 三宿菜々[4]
- 4ちゃん
- 牧野紗弓
- 天津いちは[4]
- 白藤有華[4]
- 石原由希[1]
- 緒方友莉奈
- 平田梨奈
- 小森ほたる
- 森のんの
- 徳江かな
- 柚月彩那
- 高梨瑞樹

### ナレーター
- 星野めぐみ（第1・2シリーズ）
- 村井理沙子（ABEMA版）

## エンディングテーマ曲

### 第1シリーズ
2001年
- 八木さやか「夢跡」

2002年
- capsule「プラスチックガール」

2003年
- capsule Feat. Sonic Coaster Pop / Mobile Melody Series「キャンディーキューティー」
- CAPSULE「idol fancy」
- 天野月子「Love Dealer - type 2003」

2004年
- GHOSTY BLOW「アイスクリーム」

2005年
- jenny01「Selfish walk」
- HOT DOG「祈り」
- RAMJA「記憶」

2006年
- SCOOBIE DO「What's Goin' On Feat. RHYMESTER」

2007年
- 倉橋ヨエコ「損と嘘」
- オオゼキタク「なでしこ」
- 星村麻衣「桜日和×押尾コータロー」
- クノシンジ「ロッテンピーチ」

2008年
- ほたる日和「セピアフィッシュ」
- 佐藤ゆりな「プレイ/最後のKISS」
- MEG「MAGIC」
- 白石桔梗「again」

### 第2シリーズ
- DEAD OR ALIVE 「You Spin Me Round」

### ABEMA版
- クリープハイプ 「キケンナアソビ」

## 主な企画
- 潜入!高収入バイト
- あなたなら、この仕事やりますか?
- この仕事、本当に儲かるんですか?
- 給与明細公開式
- ホストにハマる女の給与明細
- サブカルの職人

## 給与明細　（放送日・番組タイトル・括弧内備考）
（ここから　放送日・番組タイトルが一部不明）
- 200*年　第11弾 潜入！水着モデル（男性が穴から更衣室を覗く）
- 200*年　第14弾 潜入！インターネットモデル（ネットを通じてコミュニケーションを取る仕事。女性側は動画と音声、男性側はチャットのみ）
- 200*年　「絵を見ていきませんか」についていくとどうなってしまうのか

- 2001年10月03・10・17・24日  Propia「ミクロハイパー増毛法」 調査員：臼井静
- 2001年10月31日　「キャンペーンガールの給与明細」▽Propia「ミクロハイパー増毛法」
- 2001年11月07日  「キャバクラ嬢の給与明細」▽Propia「ミクロハイパー増毛法」 調査員：臼井静
- 2001年11月14日　「占い師の給与明細」▽Propia「ミクロハイパー増毛法」
- 2001年11月21日　「キャバクラスカウトマンの給与明細」▽Propia「ミクロハイパー増毛法」
- 2001年11月28日　「レースクイーンの給与明細」▽Propia「ミクロハイパー増毛法」
- 2001年12月05日　「レースクイーン&パチプロの給与明細」▽Propia「ミクロハイパー増毛法」
- 2001年12月12日　「おなべのホストの給与明細」▽Propia「ミクロハイパー増毛法」
- 2001年12月19日　「DJの給与明細」▽Propia「ミクロハイパー増毛法」
- 2001年12月26日・2002年01月09日　「キャットファイターの給与明細」▽Propia「ミクロハイパー増毛法」

- 2002年01月03日　給与明細スペシャル レースクイーンからDJまで、いろいろな職業の人たちの給与明細▽Propia「ミクロハイパー増毛法」
- 2002年01月16日　「パティシエの給与明細」▽Propia「ミクロハイパー増毛法」
- 2002年01月23日　「ホストの給与明細」▽Propia「ミクロハイパー増毛法」 調査員：臼井静
- 2002年01月30日　潜入!!高収入アルバイト▽Propia「ミクロハイパー増毛法」
- 2002年02月06日　潜入!!高収入アルバイト2▽Propia「ミクロハイパー増毛法」
- 2002年02月13日　「ネイルアーティストの給与明細」▽Propia「ミクロハイパー増毛法」
- 2002年02月27日・03月06日　「便利屋の給与明細」▽Propia「ミクロハイパー増毛法」
- 2002年03月13日　潜入!高収入アルバイト(ネット関連)＜インターネットレディ体験＞ ▽Propia「ミクロハイパー増毛法」
- 2002年03月20日　Propia「ミクロハイパー増毛法」
- 2002年03月27日　潜入!高収入アルバイト(ネット関連)＜インターネットレディ体験＞ ▽Propia「ミクロハイパー増毛法」
- 2002年04月07・14日　「家を買った・捨てた人の給与明細」▽Propia「ミクロハイパー増毛法」
- 2002年04月21・28日　潜入!高収入アルバイト・インターネットレディ(ネット関連)＜インターネットレディ体験＞▽Propia「ミクロハイパー増毛法」
- 2002年05月05日　「葬儀屋の給与明細」▽Propia「ミクロハイパー増毛法」
- 2002年05月12・19日　「キャバクラスカウト・する人される人」▽Propia「ミクロハイパー増毛法」
- 2002年06月02日　「葬儀界の革命者」激安30万円(秘)葬式▽Propia「ミクロハイパー増毛法」
- 2002年06月16・23・30日　カップリングパーティーに潜入!▽Propia「ミクロハイパー増毛法」
- 2002年07月07日　キャンギャル水着オーディション▽Propia「ミクロハイパー増毛法」
- 2002年07月14日　キャンギャル水着オーディション▽Propia「ファインステッド増毛法」
- 2002年07月21日　キャンギャル水着オーディション▽Propia「ミクロハイパー増毛法」
- 2002年07月28日　緊急企画!転職者の給与明細▽Propia「ミクロハイパー増毛法」
- 2002年08月04日　潜入!高収入アルバイト(ネット関連)＜インターネットレディ体験＞▽Propia「ミクロハイパー増毛法」▽キャバクラスカウトする人される人
- 2002年08月11日　超名門キャンギャルオーディション▽Propia「ミクロハイパー増毛法」
- 2002年08月18・25日　男性グラビアモデル▽Propia「ミクロハイパー増毛法」
- 2002年09月01・08日　潜入!高収入アルバイト(エプロンレディ)▽Propia「ミクロハイパー増毛法」　調査員：臼井静
- 2002年09月15・22日　潜入!高収入アルバイト(パーツモデル)▽Propia「ミクロハイパー増毛法」
- 2002年09月29日　潜入!高収入アルバイト(社長ドライバー秘書)▽Propia「ミクロハイパー増毛法」
- 2002年10月06日　潜入!高収入アルバイト(畳営業)
- 2002年10月13日　男性グラビアモデル▽潜入!高収入アルバイト(パーツモデル)▽緊急調査!転職者の給与明細
- 2002年10月20日　ヘアヌード写真プロデューサー
- 2002年10月27日　ヘアヌード写真プロデューサー▽緊急調査!転職者の給与明細
- 2002年11月03日　ヘアヌード写真プロデューサーがMEGUMIに交渉▽緊急調査!転職者の給与明細
- 2002年11月10日　潜入!高収入アルバイト(プライベートフォトモデル)日給4万円以上!　調査員：大城美和
- 2002年11月17・24日　第8弾・潜入!高収入アルバイト(プライベートフォトモデル)　調査員：大城美和
- 2002年12月01日　潜入!質屋のチャリティフェア▽新企画・女社長の給与明細(上安平亜希子・Aimail社長)(ネット関連・ネット上での出会い系お見合い巨大サイト)
- 2002年12月15日　(秘)バイトお話し相手レディ?▽第9弾・潜入!高収入アルバイト▽新企画・女社長の給与明細(上安平亜希子・Aimail社長)(ネット関連・ネット上での出会い系お見合い巨大サイト)　調査員：大城美和
- 2002年12月22日　(秘)バイト時給は2000円分商品券▽第9弾・潜入!高収入アルバイト　調査員：大城美和▽新企画・女社長の給与明細
- 2002年12月29日　潜入!AVスカウト(秘)現場　調査員：大城美和▽新企画・女社長の給与明細(池田三津枝・総合調査会社ガル・エージェンシー深谷支部)

- 2003年　プライベートフォトモデル　調査員：大城美和（給与90分2万円）
- 2003年07月　若者を狙うデート商法

- 2003年01月01日　潜入!高収入アルバイト1時間スペシャル 潜入SP

女性(秘)高収入バイト&フィリピン・マニラで発見“謎の花嫁学院”実態(予告)は…!?＜私生活をネット上で公開する仕事の面接・給与明細紹介(ネット関連)＞　調査員：大城美和
- 2003年01月05日　AV女優美人面接官の(秘)テク!　調査員：大城美和
- 2003年01月12日　超カゲキ美人AV面接官(秘)テク　調査員：大城美和
- 2003年01月19日　銀行マンを捨て葬儀屋に転身!
- 2003年01月26日　“激震!葬儀界”おしゃれ葬式
- 2003年02月02日　こんな所で葬式あげてみたい!
- 2003年02月09日　アノ美人AV面接官がモザイクをはずした　調査員：大城美和
- 2003年02月16日　AV女優プレー別のギャラ詳細
- 2003年02月23日　AV女優を志願する女の(秘)生活
- 2003年03月02日　美女と(秘)レッスン恋愛教習所　調査員：臼井静
- 2003年03月16日　44歳男性デートスクール初体験　調査員：臼井静
- 2003年03月23日　時給1400円で中年男と疑似恋愛(交際ワークショップほっとステーション)　調査員：臼井静
- 2003年03月30日　高収入H系アルバイトSP　調査員：大城美和
- 2003年04月06日　悩殺AV面接官VS激安葬儀屋!!(秘)テク対決
- 2003年04月20日　水着の試着のぞかれバイト(有限会社サポート・サービス社リモック販売店)　調査員：大城美和
- 2003年04月27日　着がえをノゾかれ時給6000円(秘)水着モデル(有限会社サポート・サービス社リモック販売店)　調査員：大城美和
- 2003年05月04日　(秘)試着室ノゾキ代・・・15分2500円(有限会社サポート・サービス社リモック販売店)　調査員：大城美和
- 2003年05月11日　潜入先からクレームが・・・!?　調査員：大城美和
- 2003年05月18日　ギャラ200万円でヌード写真モデルに　調査員：須藤寛子
- 2003年05月25日　カリスマレースクイーンの秘密　調査員：須藤寛子
- 2003年06月01日　鑑賞コンパニオン日給25000円　調査員：大城美和
- 2003年06月15日　超マニア脚フェチ専門クラブ!?▽企業紹介～芙蓉商事が完全バックアップするガラスアート・オープンアームス　調査員：大城美和
- 2003年06月29日　“男を踏んでけって”時給8000円(秘)バイト!?　調査員：大城美和
- 2003年07月06日　葬儀業界でダントツ人気の社長▽有限会社あおい式典(今の葬儀業界を斬る。給料、葬儀の相場など)
- 2003年07月13日　(秘)クラブお医者さんごっこの会　調査員：大城美和
- 2003年07月20日　オトナのお医者さんごっこ・・・?　調査員：大城美和
- 2003年07月27日　集団お医者さんごっこ会費・・・90分25000円　調査員：大城美和
- 2003年08月03日　イケメンホスト18人の給料ランキング大公開
- 2003年08月10日　月収1000万円ホストが独立開業
- 2003年08月17日　月収公開10人のキャバクラ嬢!
- 2003年08月24日　月収ランキング・・・キャバクラ嬢
- 2003年08月31日　インターネットモデルとは・・・!?　調査員：水谷さくら
- 2003年09月07日　(秘)バイト潜入にロリ系新調査員(ネット関連=インターネットモデルのアルバイトの紹介。女性がカメラの設置されている個室に入りその様子がパソコンで動画配信され男性客が鑑賞出来る仕組み)　調査員：水谷さくら
- 2003年09月14日　アノ女子高生レースクイーンが(秘)バイトに(ネット関連=インターネットモデルのアルバイトの紹介。女性がカメラの設置されている個室に入りその様子がパソコンで動画配信され男性客が鑑賞出来る仕組み)　調査員：水谷さくら
- 2003年09月21日　調査員：水谷さくら
- 2003年09月28日　この後、私はどうなってしまうんでしょうか!?（街中の勧誘に引っかかる）
- 2003年10月05日
- 2003年10月19日　調査員：大城美和
- 2003年10月26日　調査員：大城美和 水谷さくら
- 2003年11月02日　第15弾 潜入！総合プロダクション　調査員：水谷さくら（AV、パーツモデル、ストリッパー、ネットアイドルなどの派遣会社）
- 2003年11月09日
- 2003年11月16日　調査員：大城美和
- 2003年11月23日　調査員：大城美和
- 2003年12月07・14日　第16弾 潜入！マル秘撮影会（インターネットモデル）　調査員：夏目ナナ（給与2時間2万円）
- 2003年12月21日
- 2003年12月28日　ポルノ女優の通訳、フランチャイズの実態 コロッケのコロまる

- 2004年01月01日　高収入！アルバイトスペシャル 総集編
- 2004年01月04日　コロまる
- 2004年01月11・18日　ワン切り、架空請求
- 2004年01月25日　調査員：水谷さくら
- 2004年02月01日　調査員：水谷さくら
- 2004年02月08日　第17弾 潜入！大きな赤ちゃんのおむつ替えという仕事　調査員：水谷さくら（おむつ専門クラブ）
- 2004年02月15日　この後、どうなってしまうのでしょうか？　～ワン切り編～
- 2004年02月22日　コロまる面接
- 2004年02月29日・03月07日？　潜入！お茶デートコース（＝追跡プレイ＝遠隔プレイ＝合法ストーカー）調査員：花井美里
- 2004年03月14日　調査員：大城美和
- 2004年03月28日　調査員：夏目ナナ
- 2004年04月04・11日　第19弾 潜入！大きな赤ちゃんのおむつ替えという仕事、再び（エスコートレディ）調査員：夏目ナナ（客1時間2万円、給与1時間7千円）
- 2004年04月18日　調査員：花井美里
- 2004年04月25日　調査員：大城美和

（ここまで　放送日・番組タイトルが一部不明）
- 2004年05月09・16日　第20弾 潜入！なんちゃって宴会コンパニオン　有沢ミエ（給与30ポイント約3万、ポイントに応じブランド品もらえる）
- 2004年05月23・30日　この仕事、本当に儲かるんですか？〜コインパーキング編〜 大城美和
- 2004年06月13・20日　着エロクィーン名波はるかの給与明細
- 2004年06月27日　この仕事、本当に儲かるんですか？〜メロンパン編〜（焼きたてメロンパンの移動式販売） 花井美里
- 2004年07月04日　あなたなら、この仕事やりますか？〜調査編〜（追跡プレイ、プライベートフォトモデル、大きな赤ちゃんプレイ） 大城美和 花井美里 水谷さくら 夏目ナナ
- 2004年07月18・25日　第21弾 潜入！格闘イメクラ（ハッスルレディー）花井美里
- 2004年08月01・08日　あの扉の向こうはどうなっているのか スナック編
- 2004年08月15・22日　この仕事、本当に儲かるんですか？〜問い合せ後、即調査編／しらみつぶし調査編
- 2004年09月05・12日　潜入ガールズ グラビアオーディション（番組の携帯サイトで、潜入ガールズを募集）
- 2004年09月19・26日　海外潜入調査スペシャル！イケメン・バリボーイの衝撃実態！おとりナンパ調査！！ 花井美里
- 2004年10月03日　給与明細！バリ ぼったくり事情
- 2004年10月10・17・24日　潜入ガール オーディション合格者 伊藤美希 初潜入！「ウエットモデル」（濡れるシーン専門）
- 2004年10月31日・11月07日　夜のハローワーク（コムテックジャパン）
- 2004年11月14日　歌舞伎町ネオサパークラブ・カリスマサパオに密着
- 2004年11月21日　コレ買ってもいいんですか？（秋葉原電気街／街に溢れる怪しげな商品の実態／小型カメラ、タダ見チューナー、モザイク処理機） 花井美里
- 2004年11月28日・12月05日　19歳ギャル系女スロッター VS 29歳ベテランスロッター（スロギャル）
- 2004年12月12・19・26日　潜入！交渉クラブ　伊藤美希

- 2005年01月02日　「給与明細」75分正月スペシャル あの後どうなったの？ 驚愕の追跡スペシャル  花井美里 伊藤美希
- 2005年01月09・16日　葬儀業界・新規参入騒動勃発!!
- 2005年01月23日　第24弾 潜入！制服ボンデージモデル（伊藤美希）
- 2005年01月30日・02月06日　医療業界の革命者の給与明細 大城美和
- 2005年02月13日　新企画！顔の出せない社長達（デリバリーラブドール）
- 2005年02月20日　これ買ってもいいんですか？（スケスケカメラ／ナイトショット機能付デジカメ） 花井美里
- 2005年02月27日　これ買ってもいいんですか？（携帯電話の通話料が半額以下になるツール）
- 2005年03月06日　潜入！ダイエットモデル（怪しいダイエット広告） 伊藤美希
- 2005年03月13・20日　潜入！ペットレディ（客が犬になりきり世話をする仕事） 伊藤美希
- 2005年03月27日・04月03日　潜入！お出かけウェイトレス（秋葉・出張系） かすみ果穂
- 2005年04月10日　月収250万円を目指す養成学校（探偵学校）
- 2005年04月17・24日　新企画！いくらならやってくれますか？
- 2005年05月01・08日　ネオニート矢野さん！ 月収20万円を稼ぐ訳（親の遺産を元に株式投資） 伊藤美希
- 2005年05月15日　ペット業界の黒い噂 実態に迫る 伊藤美希
- 2005年05月22日　いくらならやってくれますか？（ある店に普段ないサービスを頼んだらいくら要求されるか?）
- 2005年05月29日・06月12日　スカウトマン現状調査〜キャッチ規制篇〜（スカウト規制のから2ヶ月　彼らの給与明細に変動は?） 花井美里 伊藤美希
- 2005年06月19・26日　いくらならやってくれますか?（時給2万5千円以上のNo.1キャバ嬢の部屋、突然行って覗かせてと交渉）　前回人気No.1キャバ嬢を自宅に呼んだら70万円。
- 2005年07月03日　これ買ってもいいんですか？ 総集編 花井美里
- 2005年07月10日　これ買ってもいいんですか？（犯罪スレスレの物を売る人） 伊藤美希
- 2005年07月17日　いくらならやってくれますか？（キャバ嬢の部屋に突然訪問）
- 2005年07月24日　潜入！シャンプーレディー 花井美里
- 2005年07月31日　これいくらならやってくれますか？過激な水着編
- 2005年08月07・14日　新人着エロアイドル琴乃の給与明細
- 2005年08月21日　歌舞伎町ニューウエーブ質屋・銀蔵
- 2005年08月28日　1万円イチオシ芸人！（突然明日ギャラ1万円で来てくれる芸人） 伊藤美希
- 2005年09月04・18・25日　秋葉原新調査員オーディション（人前でセクシーポーズを取る恥ずかしいオーディションに挑む） 伊藤美希
- 2005年10月02日　出会いの最終形！？インターネット結婚相談所（ブログと結婚相談所を合体させたもの）
- 2005年10月16・23日　小学生さあや11歳（入江紗綾テレビ初解禁）[5]
- 2005年10月30日　新たなる美のカリスマ・美人歯科医（歯をデコレーションするティースジュエリー）
- 2005年11月06日　これいくらならやってくらますか？ 六本木編（六本木No.1キャバ譲の部屋に突然訪問したらいくらになるか調査）
- 2005年11月13日　1万円イチオシ芸人2 花井美里
- 2005年11月20日　謎の華流プロデューサー＆アクションスターの真実
- 2005年11月27日　徹底調査！競馬予想ソフトは本当に儲かるのか？
- 2005年12月04日　新企画・本当は言いたくない！ 古本屋編
- 2005年12月11日　これいくらならやってくれますか？（新宿人気No.1キャバ譲の部屋に突然訪問したらいくらになるか調査）
- 2005年12月18日　新ビジネスにかける27歳女社長！
- 2005年12月25日　キャバクラ嬢 給与大調査SP（200人ものキャバ嬢が集まるイベント）

- 2006年01月01日　給与明細正月SP 経済効果ありましたか？
- 2006年01月08日　いくらならやってくれますか？IN キャ万博（キャバクラ業界の祭りキャ万博）
- 2006年01月15・22日　タイ潜入調査「ここ何のお店ですか？」
- 2006年01月29日・02月05日　女子大生の集まるスポットに潜入！
- 2006年02月12・19日　年収3000万のセレブと出会える美味しいアルバイト（最高級会員制交際クラブ） 浦えりか
- 2006年02月26日・03月05日　ホストにハマる女の給与明細
- 2006年03月12・19日　第30弾 潜入！コミュニティーカフェ（出会い喫茶）浦えりか
- 2006年03月26日・04月02日　3月期決算SP あの人の給与は今 花井美里
- 2006年04月09日　いくらならやってくれますか?(No.1キャバクラ嬢 自宅訪問篇)
- 2006年04月16日　ホストにハマる女第2弾
- 2006年04月23日　カードゲームで稼ぐ！プロカードファイター“クイックシルバー森”
- 2006年04月30日　いくらならやってくれますか?-No.1キャバクラ嬢自宅訪問 in HAWAII-
- 2006年05月07日　B・N・Fくん28才。16分で20億円稼ぐ男（株） 浦えりか
- 2006年05月14日　ホストにハマる女の給与明細　第3弾 浦えりか
- 2006年05月21日　給与明細中間テスト（お金にまつわる問題） 浦えりか
- 2006年05月28日　歌舞伎町ゼロゼロ物件に集まる女達
- 2006年06月04日　本当は言いたくない！-詐欺に詳しい男編-（振り込め詐欺）
- 2006年06月18・25日　ホストにハマる女-お嬢様SP-
- 2006年07月02日　期末テスト（お金にまつわる問題） 浦えりか
- 2006年07月09日　いくらならやってくれますか？NO.1キャバクラ嬢自宅訪問・水着篇
- 2006年07月16・23日　ホストにハマる女の給与明細 〜バツイチ女社長篇〜
- 2006年07月30日・08月06日　言ったそばからやってもらいました！（ナンパ師）
- 2006年08月13日　キャバモニター（作り手側の人間にダメだし） 浦えりか
- 2006年08月20日　言ったそばからやってもらいました（ナンパ師）
- 2006年08月27日　ホストにハマる女の給与明細（歌舞伎町「エリア」の代表天草太陽の顧客から女性を紹介）
- 2006年09月03・10日　新調査員グラビアオーディション
- 2006年09月17・24日　第31弾 潜入！じゃれあいモデル（くすぐり） 尾崎ナナ
- 2006年10月01日　これ本当に儲かるんですか？ 〜年収400万円からの不動産ビジネス〜 浦えりか
- 2006年10月08日　救済！経営不振のお店（吉祥寺のキャバクラ店）
- 2006年10月15日　20代で成功した社長と彼女の給与明細（日本インターシステム／ダイエット補助食品や美容関連商品）
- 2006年10月22・29日　ホストにハマる女の給与明細（歌舞伎町「ローゼンリッター」の人気ホスト武田好誠の顧客から女性を紹介）
- 2006年11月05・12日　第32弾 潜入！コミュニケーション空間（新たな出会いを提供する店） 尾崎ナナ
- 2006年11月26・12月03・10日　 ホストにハマる女の給与明細 カリスマホスト大空翼の聖誕祭（歌舞伎町「センス」）
- 2006年12月17日　これ本当に儲かるんですか？ ラブホテル篇（年間利回り8.4%高配当を謳うファンド） 浦えりか
- 2006年12月24日　2006年潜入シリーズ総集編 浦えりか 尾崎ナナ

- 2007年01月07日　ホストにハマる女の給与明細 総集編
- 2007年01月14・21・28日　潜入！ステップセラピスト 尾崎ナナ
- 2007年02月04日　救済経営不振のお店 大森キャバクラ篇(1)
- 2007年02月11・18日　ホストにハマる女の給与明細〜第9弾〜
- 2007年02月25日　救済経営不振のお店 大森キャバクラ篇(2)
- 2007年03月18日　総集編(1) 年度末テスト（お金にまつわる問題） 浦えりか
- 2007年03月25日　総集編(2) No1キャバ嬢 稼げるテクニック集
- 2007年04月01・08日　学歴がなくても派遣から月収100万社長に！！（社長募集の広告） 尾崎ナナ
- 2007年04月15・22・29日　潜入！フェチモデル（風船フェチ） 尾崎ナナ
- 2007年05月06・13日　ホストにハマる女の給与明細〜第10弾〜（歌舞伎町「スパイラル」周防好誠の太客）
- 2007年05月20・27日　潜入！！アキバ女子寮 尾崎ナナ
- 2007年06月03日　これいくらならやってくれますか？IN 名古屋
- 2007年06月10・17日　アキバ2.0（2次元しか愛せない） 尾崎ナナ
- 2007年06月24日　これいくらならやってくれますか？IN 名古屋 part2
- 2007年07月01・08日　ホストにハマる女の給与明細〜第11弾〜（鶴見一沙の太客）
- 2007年07月15日　通販大家さん不動産業界に異変が！？ 尾崎ナナ
- 2007年07月22日・08月05・12日　第37弾 潜入！プライベートフォトモデル再び　調査員：尾崎ナナ（給与90分2万円）
- 2007年08月19・26日　ホストにハマる女の給与明細〜第12弾〜（歌舞伎町「デフィニション」No.1ホスト神久羽拓稀の太客）
- 2007年09月02日　ネオニート竹田さん 尾崎ナナ
- 2007年09月09日　総集編（潜入シリーズ／） 尾崎ナナ
- 2007年09月16日　総集編(ホストにハマル女シリーズ「異人たちの海」)
- 2007年09月23日　これいくらならやってくれますか？新宿朝キャバ篇
- 2007年09月30日・10月07・14日　潜入！密着エステ 尾崎ナナ
- 2007年10月21日・28日　時給1万円のゴルフレッスンプロ 尾崎ナナ
- 2007年11月04・11・18日　サブカルの職人 吉田豪 尾崎ナナ
- 2007年11月25日・12月02日　謎の占い学校 尾崎ナナ
- 2007年12月09・16・23日　潜入！高収入アルバイト 謎の「女装サロン」（男性客が女になる）

- 2008年01月06日　総集編 尾崎SP（じゃれあいモデル、フォトモデル、密着エステ）
- 2008年01月13日　総集編 キャバクラ嬢の口説き方
- 2008年01月20・27日　ホストにハマる女の給与明細〜第13弾〜（瞬栄の太客）
- 2008年02月03・10日　潜入！高収入アルバイト第40弾（コスプレウェイトレス） 尾崎ナナ
- 2008年02月17・24日　一生分稼いだ男は何を望むのか？（歌舞伎町「クラブ愛」愛田武社長） 尾崎ナナ
- 2008年03月02・09日　これいくらならやってくれますか？NO.1キャバクラ嬢大阪篇
- 2008年03月16日　サブカルの職人 杉作J太郎がつかまらない
- 2008年03月23・30日　ホストにハマる女の給与明細〜第14弾〜（歌舞伎町「パール」No.1ホスト灑華蘭の太客）
- 2008年04月06日　バイト優先芸人？ 尾崎ナナ
- 2008年04月13日　謎の勝ち組キャバクラ
- 2008年04月20日　ぽっちゃりキャバクラ
- 2008年04月27日　レストランの料理を半額で食べられるシステムとは？
- 2008年05月04日　バイト優先芸人？第2弾 尾崎ナナ
- 2008年05月11・18日　ホストにハマる女の給与明細〜第15弾〜（歌舞伎町「シャングリラ」No.1ホスト鬼塚良平の太客）
- 2008年05月25日　急増！お坊さんビジネス！！（お坊さん派遣） 尾崎ナナ
- 2008年06月01日　サブカル職人！杉作J太郎 尾崎ナナ
- 2008年06月08日　これいくらならやってくれますか（歌舞伎町）
- 2008年06月15・22・29日　潜入！パンチラガールズカフェ（新宿） 尾崎ナナ
- 2008年07月06・13日　ホストにハマる女の給与明細〜第16弾〜（歌舞伎町「スタイリッシュクラブ」クリスの太客）
- 2008年07月20・27日　サブカルの職人 唐沢俊一 尾崎ナナ
- 2008年08月03・10・17日　潜入！高収入アルバイト（マルチモデル／足の裏、お尻、オムツ、幼児） 尾崎ナナ
- 2008年08月24日　ホストにハマる女の給与明細 特別編
- 2008年08月31日・09月07日　尾崎ナナ潜入総集編 私、お願いされたら断れないんです　パンチラガールズカフェ
- 2008年09月14日　夜の天使 キャバクラ嬢
- 2008年09月21・28日　給与明細　偉人伝

## 給与明細2　（放送日・番組タイトル・調査員・給与）
- 2014年04月05日　チャットレディ(前編)　調査員：清水楓　東京ライブイン/ディストノア/DMMライブチャット
- 2014年04月12日　チャットレディ(後編)　調査員：清水楓　8,785円/1.5時間/チャット時間19分
- 2014年04月19日　歌舞伎町ショーダンス&ガールズバー「ギラギラガールズ」(前編)　調査員：清水楓
- 2014年04月26日　歌舞伎町ショーダンス&ガールズバー「ギラギラガールズ」(後編)　調査員：清水楓　25,980円/5時間
- 2014年05月03日　レンタル彼女(前編)　調査員：清水楓　レンタル彼女TOKYO
- 2014年05月10日　レンタル彼女(後編)　調査員：清水楓　レンタル彼女TOKYO 6,667円/2時間(売上40%)
- 2014年05月17日　個人撮影会モデル(前編)　調査員：清水あいり
- 2014年05月24日　個人撮影会モデル(後編)　調査員：清水あいり　21,600円/4部(1部50分)
- 2014年05月31日　ホストにハマる女(前編)　歌舞伎町Beauty&Beast リカ(22)ホステス150万円 神条麗 月収300万円 / ROMEO&JULIET まな(24)無職528.3万円
- 2014年06月07日　ホストにハマる女(後編)　調査員：岩井勇気（ハライチ）　まな(24)月200万お小遣いの無職の大手社長令嬢528.3万円
- 2014年06月14日　ボンデージモデル(前編)　調査員：あいざきしの
- 2014年06月21日　ボンデージモデル(後編)　調査員：あいざきしの　10万円/8時間
- 2014年06月28日　初夏の給与明細 調査報告書　ギラギラガールズ、チャットレディ
- 2014年07月05日　地下アイドル(前編)　ALLOVER 交通費のみ、スチームガールズ、CANDY GO!GO! 歩合制、純情!トロピカル丸　　秋葉工房　T-INFINITY　Entertainment
- 2014年07月12日　地下アイドル(後編)　Nゼロ　打ち合わせ20分5000円　物販などで月数万の給料　カンドウプロダクション
- 2014年07月19日　ぶっとばしモデル(前編)　調査員：川奈ゆう　Club-Q
- 2014年07月26日　ぶっとばしモデル(後編)　調査員：川奈ゆう　10万円/8時間
- 2014年08月02日　AV女優(前編)　調査員：岩井勇気（ハライチ）　立花はるみ、みおり舞、芹野莉奈
- 2014年08月09日　AV女優(後編)　みおり舞：5月分AV出演6現場約50万+取材撮影会等約10万→623,250円　6月分AV出演4現場約40万+取材撮影会等約10万→486,900円

　　　　　　　　　　　　芹野莉奈：5月分/750,000円-所得税76,575円=673,425円/AV出演7現場　立花はるみ：6月分/180万/1,800,000円/AV出演1現場約160万+取材撮影会等約20万
- 2014年08月16日　温泉コンパニオン(前編)　調査員：清水楓　静岡伊豆　ノーマルコンパニオン7,000円/2時間　スーパーコンパニオン12,000円/2時間
- 2014年08月23日　温泉コンパニオン(中編)　調査員：清水楓
- 2014年08月30日　温泉コンパニオン(後編)　調査員：清水楓　(コンパニオン代(S)30分3000円x6)-所得税10%=16,200円/計3時間
- 2014年09月06日　夏の湘南　お給料徹底調査SP！(前編)　調査員：清水楓
- 2014年09月13日　夏の湘南　お給料徹底調査SP！(後編)　調査員：清水楓
- 2014年09月20日　フェチモデル(前編)　調査員：藤田恵名　フェチ映像専門プロダクション「ブーツの館」「ぬるぬる愛好会」　足フェチ、汗フェチ
- 2014年09月27日　フェチモデル(後編)　調査員：藤田恵名　最終回　濡れフェチ、謝罪フェチ、着衣光沢フェチ　10万円/5時間　撮影時間5時間/給与10万円

## 給与明細（ABEMA版）

### 2018年
| ＃1  | YouTuberジョーの給料を暴け “人の財布に首を突っ込む経済番組”          | 4月5日   |
| ＃2  | 「1億の話じゃなきゃクソだ！」エンジェル投資家・加藤順彦              | 4月15日  |
| ＃3  | 「ロー活女子」… 尻の割れ目を発信する女たちのカネ事情                 | 4月22日  |
| ＃4  | 匂いフェチ専門店に元AKB＆Fカップ金子智美が潜入＆体験入店             | 4月29日  |
| ＃5  | 【1時間SP】1か月で数千万稼ぐ!? メンズ地下アイドルの“光と影”          | 5月6日   |
| ＃6  | フェチを繋いでカネを稼げ！パイを投げ合う2人のオンナと1人のオトコ     | 5月13日  |
| ＃7  | 1日1000万稼ぐ『新世代ホスト』VS700万現金払いの『無職女』             | 5月27日  |
| ＃8  | 参加費1万円の撮影会＆700万円整形告白コスプレイヤーの光と影           | 6月3日   |
| ＃9  | 文春“セクシー個室ヨガ”へ潜入！美女インストラクター社長はいくら稼ぐ？ | 6月10日  |
| ＃10 | 独占取材！紀州のドンファン死す… 最期の3日間に番組が密着していた！    | 6月17日  |
| ＃11 | ラブドールは電気羊の夢を見るか？最新ラブドールの世界に没入する男     | 7月1日   |
| ＃12 | ハダカを金に変える女『ヌードモデル』… 止まらぬ汗の撮影会に潜入！     | 7月8日   |
| ＃13 | 「1億円の給与明細」公開… “なんとなく”で年商130億の青汁王子           | 7月15日  |
| ＃14 | 渋谷で♪バニラ宣伝トラック8時間追跡！稼げる？稼げない？本社潜入       | 7月22日  |
| ＃15 | 月給200万円！人気セクシー女優の撮影現場＆実家に突撃で父激白！        | 7月29日  |
| ＃16 | カネと名刺で女をオトす『汐留男子』！コリドー街は男と女の戦場だ！     | 8月5日   |
| ＃17 | ハイレグはもう古い！歌って踊って稼ぐ！レースクイーンの自宅潜入       | 8月12日  |
| ＃18 | 現役女子アナがデートクラブ潜入VS直球提案「毎月××万で愛人に」         | 8月19日  |
| ＃19 | ビキニ美女＆アイドルを肉弾防御24時！セキュリティ集団BONDS            | 8月26日  |
| ＃20 | ヌードモデル＆フェチ＆際どいヒップ！潜入ガール高額給与ランキング     | 9月9日   |
| ＃21 | タオル1枚で混浴潜入！温泉モデル“しずかちゃん”ってナニモノだ？        | 9月16日  |
| ＃22 | 耳を癒やすエロの世界… 美少女ゲーム声優養成所に潜入！                 | 9月23日  |
| ＃23 | 美人すぎるGカップ雀士！Mリーガー高宮まりの巨乳麻雀ライフに密着       | 9月30日  |
| ＃24 | 黒髪清楚Gカップ20歳がセクシー女優になるまでのカウントダウン          | 10月7日  |
| ＃25 | マジックミラー越しの欲望… グラドルが「コスプレ見学クラブ」潜入！     | 10月14日 |
| ＃26 | エロスとアートの境界線！22才新人ストリッパーに密着！                 | 10月21日 |
| ＃27 | 日給10万円VSグラドル 潜入！“殴る女と殴られる男”の奇妙な愛情          | 10月28日 |
| ＃28 | ハグするだけで高収入!? 男を癒してカネをつかめ！ハグ専門店に潜入      | 11月4日  |
| ＃29 | 「チラっしゃいませ♥」“100種類のパンチラ”誇る専門店に潜入             | 11月11日 |
| ＃30 | カメラを止めるな！渋谷ハロウィンのセクシュアルな姿に密着36時間       | 11月18日 |
| ＃31 | Fカップ・シンガーソングライター藤田恵名が水着で歌う理由              | 12月2日  |
| ＃32 | 狂乱の3日間で3億稼げ！日本イチ稼ぐキャバ嬢・小川えりの誕生祭         | 12月9日  |
| ＃33 | Gカップグラドル号泣！酒池肉林の温泉コンパニオンに潜入せよ            | 12月16日 |
| ＃34 | 潜入ガール適性検査！放送ギリギリのセクシーアピールで出番を掴め！     | 12月23日 |

### 2019年
| ＃35 | 淫門来福 セクシー女優＆高級キャバ嬢の赤裸々エロ忘年会に潜入！    | 1月6日   |
| ＃36 | ぽっちゃりは正義♡ 一番カワイイ“170キロアイドル”に密着！          | 1月14日  |
| ＃37 | 強くエロくハチャメチャに！オンナ地下格闘技キャットファイトに潜入 | 1月21日  |
| ＃38 | MRMRって何だ!? 潜入36時間！聖夜の新宿2丁目の愛のカタチ           | 1月28日  |
| ＃39 | 最高30万円… 足フェチ専門の高額バイト『ブーツの館』に潜入！       | 2月4日   |
| ＃40 | タイツで紅茶を♪ 想像を超えるカオスな世界… 黒タイツカフェに潜入！ | 2月18日  |
| ＃41 | 男尻に熱狂するオンナと乱れ飛ぶカネ！メンズショーVS潜入“ボーイ”   | 2月25日  |
| ＃42 | SNSでイケメン大学生狩り？“裏垢”使う肉食女子の実態を暴け！        | 3月11日  |
| ＃43 | 指で、舌で、心をほぐし月収300万!? 女性向け性感マッサージに潜入   | 3月18日  |
| ＃44 | ヲタ芸でビッグマネーを掴み取れ！サイリウム世界大会に潜入！       | 3月25日  |
| ＃45 | 明日、セクシー女優になります。34歳、遅咲きデビュー前夜に密着！   | 4月1日   |
| ＃46 | セクシー女優から紀州のドンファンまで！給与をさらして人生激変SP   | 4月15日  |
| ＃47 | 非風俗で高収入!? 興奮＆密着＆癒しのメンズエステに潜入！          | 4月22日  |
| ＃48 | シャンパンタワー1億円！キャバ嬢王愛沢えみり 最後の出勤に密着     | 4月29日  |
| ＃49 | まだいけるでぇ！男・山根明はYouTuber山根明へ                     | 5月6日   |
| ＃50 | 電撃転身！タレントからセクシー女優へ！48歳美熟女、オンナの挑戦   | 5月13日  |
| ＃51 | 見た目は美少女、中身はオジさん？一夜で100万！VTuberとは          | 5月20日  |
| ＃52 | なんという生々しさ… 素人ヌードモデル撮影に潜入                   | 5月27日  |
| ＃53 | 潜入ガールもハマった!? オトコの股間を蹴りあげていくらもらえる？  | 6月10日  |
| ＃54 | 見つめる先は男女の情事!? 女性ピンクライターの過激取材に潜入！    | 6月17日  |
| ＃55 | セクシー水着でいいね！を稼げ 月収100万!? インスタ女子に密着      | 6月24日  |
| ＃56 | こんな日はレズビアン風俗で癒されたい                             | 7月1日   |
| ＃57 | “福利厚生がスゴいデリヘル”19歳元アイドルの嬢デビューに密着       | 7月8日   |
| ＃58 | お尻で顔をふみふみ♡Tバック率99%！超人気キャバクラに潜入          | 7月15日  |
| ＃59 | 漂流キャバ嬢in八丈島 vs愛沢えみりの秘蔵嬢                        | 7月22日  |
| ＃60 | “濡れスーツ”はカネになる！舐めグラドルvs着衣水泳&ローション      | 7月29日  |
| ＃61 | 縛られて…開放感♥ 女プロ緊縛師VS微乳グラドル                      | 8月12日  |
| ＃62 | 現役AD19歳美少女がセクシー女優に＆潜入ガールはADに挑戦           | 8月19日  |
| ＃63 | おっぱいDJvsユーチューバーあいかりん ヌル泡大運動会♡             | 8月26日  |
| ＃64 | 恵比寿マスカッツが純白水着で潜入♥ 「海の家」でいくら稼げる?      | 9月2日   |
| ＃65 | ヤミ個人撮影＆口説かれ暴露！潜入ガールズ♥ ガチ飲み会             | 9月9日   |
| ＃66 | 谷間に諭吉！チップの嵐！クラブパーティーガール潜入               | 9月16日  |
| ＃67 | 美尻＆美腰で高収入♡ 肉体美女の秘密のコスチューム                 | 9月23日  |
| ＃68 | 深夜に大事件！日本のセックスを支えるラブホ従業員に潜入           | 9月30日  |
| ＃69 | ハマるHのテク… 月収倍増！指名ゼロ風俗嬢を救う性技の先生          | 10月7日  |
| ＃70 | 独占映像！元青汁王子1.8億企画のウラ＆坂口杏里100万手渡し         | 10月14日 |
| ＃71 | 打ち上げで大ゲンカ!? 月収200万カリスマ美容師にグラドル潜入       | 10月28日 |
| ＃72 | えっちな擬音でマネーをつかめ！女性エロ漫画家に潜入               | 11月4日  |
| ＃73 | 着けて試して時給1万円！アダルトグッズ試着モデル潜入              | 11月11日 |
| ＃74 | レジェンドEカップ&元祖黒ギャル… セクシー女優のセカンドライフ     | 11月18日 |
| ＃75 | Gカップ仮装グラドルに迫る魔の手… 渋谷ハロウィン狂騒10時間        | 11月25日 |
| ＃76 | 気づいたら脱いでいた… 潜入ガールVS全裸監督・村西とおるの魔力     | 12月2日  |
| ＃77 | 脱がずに超高額マネー “M格闘”のディープな世界                     | 12月9日  |
| ＃78 | 笑う門には高収入 『くすぐり出張エステ』に潜入                    | 12月16日 |
| ＃79 | 生々しき業界事情… 口説き&ギャラ飲み&DMナンパ… 晒し上げ忘年会     | 12月23日 |
| ＃80 | 生涯給与は二桁億… 日本一キャバ嬢エンリケ最後の出勤               | 12月30日 |

### 2020年
| ＃81  | あなたの下着、買います… 最新 合法ブルセラは非対面&オークション | 1月6日   |
| ＃82  | 脱日常、したくない？攻めたラブホの世界                         | 1月20日  |
| ＃83  | 潜入ガールオーディションが炙り出す女のダークネス               | 1月27日  |
| ＃84  | “ホワイト”な店舗型ヘルスに勤めるということ                     | 2月3日   |
| ＃85  | “脱がず”に即日札束ゲット！アダルトビデオ撮影に潜入             | 2月10日  |
| ＃86  | 韓国ガールが見た5万円分の夢… 初体験ホストクラブの夜は更ける    | 2月17日  |
| ＃87  | 時給1万！耳から脳へ貴女の声が… 官能小説朗読モデル              | 2月24日  |
| ＃88  | 性具に懸ける女子社員の湯を湧かすほどの熱い愛                   | 3月2日   |
| ＃89  | “私たちはAV女優だった” 異国で稼ぐ元レジェンド女優の生き方      | 3月9日   |
| ＃90  | “美しいおっぱい”狂想曲… サロンにサプリ、育乳の世界             | 3月16日  |
| ＃91  | 路地裏インターナショナル… ロシアンパブでチップを狙え           | 3月23日  |
| ＃92  | レンタルくんには騙されない？2時間1.5万円で買える恋人気分       | 3月30日  |
| ＃93  | 忍者&キョンシーカフェ！そこそこ稼げるコスプレバイト            | 4月13日  |
| ＃94  | 自撮り1枚3000円 “おうち稼ぎ” 大暴露リモート飲み                | 5月4日   |
| ＃95  | 自宅SEXトレーニング▶︎大好きな人に愛されるカラダ                 | 5月11日  |
| ＃96  | 顔バレ0%！現役女子大学生が起業 VR風俗VS現役アイドル            | 5月18日  |
| ＃97  | 出勤&お触りナシで店より稼げる"リモートキャバクラ"              | 5月25日  |
| ＃98  | 美乳首&美尻グッズ&イキやすい体 “マジかよ商品”検証              | 6月1日   |
| ＃99  | 伝説キャバ嬢エンリケ新婚生活&ソープ嬢は今… 夜職女子のリアル    | 6月8日   |
| ＃100 | 体ポカポカSEXトレーニング▶︎あなたがイケない3つの理由            | 6月15日  |
| ＃101 | 微エロで稼ぐYouTube… 現役風俗嬢&元ナース                       | 6月22日  |
| ＃102 | 最強♥ 色っぽカワイイ… 人気沸騰バニーガールって稼げる？         | 6月29日  |
| ＃103 | "脳イキ"って何？誰でも出来るSEXのための無双術                  | 7月6日   |
| ＃104 | こんなにもらえるの!? アダルトVR現場ADに潜入                    | 7月13日  |
| ＃105 | 表情一変… ハマる"催眠脳イキ"の沼                               | 7月20日  |
| ＃106 | 【S女×M女】女性同士SMの蕩ける沼                                | 7月27日  |
| ＃107 | "顔出し"風俗嬢はなぜ増えた？“抱ける”アイドルの本音             | 8月10日  |
| ＃108 | セルフプレジャー性愛解放… 私がTENGAを売る理由                  | 8月17日  |
| ＃109 | NO会話&行為で日給20万… “多様化する”風俗求人                    | 8月31日  |
| ＃110 | 家政婦は見ちゃった… 年商40億うなぎ王子の秘密                   | 9月7日   |
| ＃111 | 女性に人気の風俗嬢&炎上アイドル… 新しい“売れ方”                | 9月14日  |
| ＃112 | 土砂降り水着BBQ… グラビアアイドルの裏リアル                    | 9月21日  |
| ＃113 | ドラッグ、懲役、心の傷… 熱狂生む“危険なカリスマ”               | 9月28日  |
| ＃114 | ネトスト、整形、依存… "病み"さらけ出すアイドル                 | 10月5日  |
| ＃115 | 【遊女×鎖骨】小判を胸元に…♡ 妖艶さ漂う花魁バー潜入             | 10月12日 |
| ＃116 | 谷間を寄せて美尻で殺せ！グラドル29名vsメガ撮影会               | 10月19日 |
| ＃117 | 現役女子大生のちょっとHなモーニングルーティン                  | 10月26日 |
| ＃118 | “何かいる…”事件勃発ラブホ住み込みバイト72時間                  | 11月2日  |
| ＃119 | 1000万貢いだホス狂い慶応女子の歌舞伎町闇ツアー                 | 11月16日 |
| ＃120 | 23歳タトゥー処女の初彫り… イケメン彫り師に密着                 | 11月23日 |
| ＃121 | バーレスクでテキーラ&谷間に札束… 潜伏地下ハロウィン            | 11月30日 |
| ＃122 | テキーラ注射で緊急事態… “ナース”と呑めるカフェ潜入             | 12月14日 |
| ＃123 | “添い寝だけ”3時間で24万2960円稼げる仕事                        | 12月21日 |
| ＃124 | 蛍光ローション&浮気にならないエンタメ系風俗とは？              | 12月28日 |

### 2021年
| ＃125 | 「わたし今、一番美しい」女体に走る墨筆の妖美… 肌絵アート                                        | 1月11日  |
| ＃126 | セックスレス解消… 熟女先生が教えるホンモノのSEX                                                 | 1月18日  |
| ＃127 | 「てんちむ息してるw？」負債4億「全身整形で別人に」                                              | 1月25日  |
| ＃128 | ラファエル「全部ヤラセw」の裏に潜む狂気                                                         | 2月1日   |
| ＃129 | レトロ×エロス 吉原“令和の遊女のリアル”を体感                                                    | 2月8日   |
| ＃130 | 早稲田、慶応、青学… 私が“高学歴”AV女優になった理由                                              | 2月22日  |
| ＃131 | 圧倒的高収入… 戦隊ヒロイン&枕営業 アトラクション型風俗                                          | 3月1日   |
| ＃132 | ノーカット&一発勝負 『VRグラビア』初体験                                                        | 3月8日   |
| ＃133 | いやらしいいやし90分 女性専用レズビアン風俗                                                     | 3月15日  |
| ＃134 | セックスレス解消 「2秒に1回の絶頂」 女性向け風俗                                                | 3月29日  |
| ＃135 | 【プレミアム限定】セックスレス解消vol.3 Blow Job講座                                            | 3月29日  |
| ＃136 | 【プレミアム限定】インバウンド向けErotic novel朗読会                                            | 3月29日  |
| ＃137 | 二刀流セクシー女優の生存戦略                                                                    | 4月5日   |
| ＃138 | セックスレス解消vol.4 りこ先生の“正しいSEX”指導                                                 | 4月12日  |
| ＃139 | “完全非接触で高収入” 見学クラブの自由なカオス                                                   | 4月19日  |
| ＃140 | 現代春画アートの鬼才 “おっぱいペインティング”とは？                                             | 4月26日  |
| ＃141 | 【プレミアム限定】違法？適法？"ノン"ハプニングバー潜入/NIght Culture Japan                      | 4月26日  |
| ＃142 | 女性用アダルトグッズの最前線… ラブメルシー潜入                                                  | 5月3日   |
| ＃143 | "お金に執着ない”SEXを配信する交際9ヶ月カップル                                                  | 5月17日  |
| ＃144 | 伝説キャバ嬢vol.5 エンリケ&愛沢えみりのセカンドライフ                                           | 5月24日  |
| ＃145 | 女性読者が急増 “妄想捗るオノマトペ” 美人エロ漫画家                                              | 5月31日  |
| ＃146 | 【プレミアム限定】あゝ書かれたい… 女体書道家 柔肌を走る筆致/NIght Culture Japan                 | 5月31日  |
| ＃147 | セックスレス解消vol.5 授業料20万円… かすみ先生の膣ヨガ                                          | 6月7日   |
| ＃148 | “リアル全裸監督” 早稲田卒25歳女性がAV監督になった理由                                           | 6月21日  |
| ＃149 | セックスレス解消vol.6 今夜、する？鼠蹊部マッサージ                                              | 6月28日  |
| ＃150 | 【プレミアム限定】百年に一度のAVスター “生きやすくなった”20才新人女優に密着/NIght Culture Japan | 6月28日  |
| ＃151 | レトロエロスvol.3 伝説ストリッパーが裸になって得たもの                                          | 7月5日   |
| ＃152 | セックスを売る夫婦vol.2 メイクラブを配信する20代夫婦                                            | 7月12日  |
| ＃153 | 全裸監督vol.2 “新作AV撮影に潜入、してたら脱いでいた”                                            | 7月19日  |
| ＃154 | 借金300万返済計画… デリヘル "コロナ不況女子"支援のリアル                                        | 7月26日  |
| ＃155 | 【プレミアム限定】トップ全裸女優MINAMO vs 淫縛四十八手/NIght Culture Japan                      | 7月26日  |
| ＃156 | 膣整形&膣トレ… 教えて膣先生！                                                                   | 8月9日   |
| ＃157 | 合法的浮気!? 魂で交わる悦楽… タントラの世界                                                     | 8月16日  |
| ＃158 | 「実は子どもが…」 女性同士の愛の営みを配信するカップル                                          | 8月23日  |
| ＃159 | 専属メイク&助演女優… セクシービデオのウラを支える女たち                                         | 9月6日   |
| ＃160 | 世界100か国“夜の店”潜入ブロガー JOJOのオフパコ事情                                              | 9月13日  |
| ＃161 | レス解消vol.7 “お金出しても知りたい”悦楽100倍講座                                               | 9月20日  |
| ＃162 | 愛の営み配信する19歳美少女&JKの足の裏                                                           | 10月4日  |
| ＃163 | 【プレミアム限定】ゴマキ弟独占告白… 夜の豪遊&銅線窃盗団&逮捕と家族                              | 10月4日  |
| ＃164 | キャバより稼げる!? 激増夜職“コンカフェ嬢”潜入調査                                               | 10月11日 |
| ＃165 | エンドレス快楽&恍惚… 天才緊縛師の元に集う女たち                                                 | 10月18日 |
| ＃166 | “男の娘”セクシービデオ撮影に密着                                                                | 10月25日 |
| ＃167 | 【プレミアム限定】五輪目指した一流競泳選手がセクシー女優になった理由                            | 10月25日 |
| ＃168 | オトナのくすぐり嬢店経営するシングルマザーの生き様                                              | 11月8日  |
| ＃169 | 愛の営みを売る女性セクシーマンガ家&編集者vol.5                                                  | 11月15日 |
| ＃170 | M向けオトナの名店 「難波秘密倶楽部」にハマる女たち                                              | 11月22日 |
| ＃171 | 【プレミアム限定】元警官でセクシー女優で女子プロレスラー“ちゃんよた”に密着                      | 11月29日 |
| ＃172 | “R18インスタ” OnlyFansで世界を虜にする日本人女性                                                | 12月6日  |
| ＃173 | ヒロインvs女幹部の濃厚バトル “特撮”セクシービデオってナニ？                                     | 12月13日 |
| ＃174 | レス解消vol.8 専門女医が伝授… 最新 夜の営み術                                                   | 12月20日 |
| ＃175 | 【プレミアム限定】No.1セクシー女優vs男子を癒す“超ソフト”マッサージ術                            | 12月27日 |

### 2022年～2023年
| ＃176  | 愛の営み配信で稼ぐ国際夫婦vol.5 アメリカ人妻の無限欲望                                 | 2022年 1月3日 |
| ＃177  | 「夜嬢を守って育てる」 大人の店の作法&テク指導する女性講師団                           | 1月10日       |
| ＃178  | 女性専用 “蕩けるオトナのマッサージ店” 完全潜入                                         | 1月24日       |
| ＃179  | “一晩500万じゃ安すぎる” 2日で1億… 聖夜の酒池肉林                                       | 1月31日       |
| ＃180  | 3時間88000円… 日本一獲った大阪夜嬢の東京デリバリー遠征                                 | 2月7日        |
| ＃181  | 最短5分＆玄関完結 "ウーバー型"艶ハンドサービス宅配中                                   | 2月14日       |
| ＃182  | 【プレミアム限定】柔らかくてあったかい… ちょっとオトナの密着ストレッチ                 | 2月14日       |
| ＃183  | 脱いで触わってパーリナイ！六本木ハメはずし女子乱狂宴                                   | 2月21日       |
| ＃184  | 「胸が…」 緊急事態発生 アイドルの夜のアルバイト                                        | 2月28日       |
| ＃185  | 生電話で指名… 64歳現役セクシー嬢の圧倒的リアル                                         | 3月7日        |
| ＃186  | 【プレミアム限定】17歳で結婚… 52歳セクシー嬢の働く理由                                 | 3月7日        |
| ＃187  | レスの一因 “性の痛み”解消… 専門医が教える性トラブル改善術                              | 3月21日       |
| ＃188  | “消えちまえ” 元AKB喫煙アイドルのデスノート                                             | 3月28日       |
| ＃189  | 【プレミアム限定】私が現役アイドル兼業セクシー女優になった理由                         | 3月28日       |
| ＃190  | 女性向け艶サービスvol.5 12時間5万円スノボデート密着                                    | 4月4日        |
| ＃191  | 東京ヤバ遺産vol.1 メイクラブ3万人 “奔放女子”スナック                                   | 4月11日       |
| ＃192  | セクシー裏垢副業で月300万稼ぐOLのリアル                                                | 4月18日       |
| ＃193  | 最新セクシー店vol.1 マッチング型デリバリー艶サービス                                   | 4月25日       |
| ＃194  | 【プレミアム限定】東京ヤバ遺産vol.2 心霊確立100%… 撮れてしまった霊…                    | 4月25日       |
| ＃195  | 「車揺れる♡」 色っぽギャル&年上彼氏の車中ライフ配信生活                                | 5月2日        |
| ＃196  | 女性向け艶サービスvol.6 セクシーから霊視まで女性の全欲望満たすセラピスト               | 5月9日        |
| ＃197  | 2時間4万円“予約パンパン”エステ嬢の稼げる足ワザ                                         | 5月23日       |
| ＃198  | 全欲望満足！オトナの祭典フェチフェス潜入                                               | 5月30日       |
| ＃199  | 【プレミアム限定】朝まで踊って月100万！東京の夜を虜にするクラブダンサー                | 5月30日       |
| ＃200  | 放送200回SP 愛の営み配信人気カップルvs最新ラブホ                                       | 6月6日        |
| ＃201  | 男子禁制… 女だらけの欲望酒場                                                           | 6月13日       |
| ＃202  | 人生変わっちゃう♡ スローなメイクラブ講座                                               | 6月20日       |
| ＃203  | 【プレミアム限定】記事で興奮♡ 女性用艶サービスライター                                 | 6月27日       |
| ＃204  | 総工費2億円！禁断の“特殊浴場”に潜入                                                    | 7月4日        |
| ＃205  | 「え！ふわふわ♡」“膣ほぐし”女性セラピスト                                              | 7月11日       |
| ＃206  | 谷間&太もも“バズる” TikTok代行で3000万稼ぐ大学生                                       | 7月18日       |
| ＃207  | Sの欲望を満たす“受け手育成”M嬢専門講師の奉仕テク                                       | 7月25日       |
| ＃208  | むっちり&極上ライン… 最高峰のお尻集結♡ 見たい？                                        | 8月1日        |
| ＃209  | 【プレミアム限定】出会い請負人 マッチング写真家の凄テク公開                            | 8月1日        |
| ＃210  | 欲望開放 【神尻】米国人セクシー女優の禁断生活を御開帳SP                                | 8月15日       |
| ＃211  | 真夏の酒池肉林！現役グラドルと泡風呂シャンパン&口説かれ酒場                            | 8月22日       |
| ＃212  | 「バレたら消される」 100のパパと1万の女を繋ぐ、アテンド業の全貌                        | 8月29日       |
| ＃213  | 【プレミアム限定】撮影会即完売… 親子グラビアで魅せる19才娘&43才母のリアル              | 8月29日       |
| ＃214  | 世界一ピンクなナイトクラブで月300万稼ぐセクシー美女軍団                                | 9月12日       |
| ＃215  | 女性客殺到… 刺激的レズビアンショーで魅せる老舗SM店                                     | 9月19日       |
| ＃216  | 2時間10万円でも安い!? 超予約困難嬢の不全回復マッサージ                                 | 9月26日       |
| ＃217  | 【プレミアム限定】女性向け艶サービスvol.8 超イケメン双子が尽くす極上シンクロマッサージ | 9月26日       |
| ＃218  | 聴くだけで気持ちいい音 “脳内オーガズム”を導く大人の音楽室                              | 10月3日       |
| ＃219  | 絶対実年齢主義！特殊浴場“激戦区“の嬢が教える禁断♡入浴術                                | 10月10日      |
| ＃220  | もうダメ…♡ 耐久くすぐりプレイで引き出す痴態                                            | 10月17日      |
| ＃221  | 昭和レトロなホテル探訪… 回転ベッドに花魁コスプレ♡                                      | 10月24日      |
| ＃222  | 超大型新人のセクシー女優デビューに密着SP                                               | 10月31日      |
| ＃223  | 【プレミアム限定】現役書家兼セクシー女優に密着                                         | 10月31日      |
| ＃224  | 「2年後は武道館」 歌舞伎町で咲く18歳の素顔                                             | 11月21日      |
| ＃225  | アンモラル再び!? 狂乱の渋谷ハロウィン2022潜入                                          | 11月28日      |
| ＃226  | 【プレミアム限定】令和の女子プロレスブーム スターを目指す練習生デビューに密着          | 11月28日      |
| ＃227  | 客に刺されたホスト 「恨みはない」 あの日の真実を初激白                                 | 12月5日       |
| ＃228  | セクシー美女と密着トレーニング パーソナルジムに"ハマる"ワケ                            | 12月19日      |
| ＃229  | 美女と"お部屋探しデート" 「お風呂一緒に入ります!?」                                    | 12月26日      |
| ＃230  | 【プレミアム限定】高額鑑定料で超毒舌！経営者がハマる27歳占い師に密着                   | 12月26日      |
| ＃231  | 超有名YouTuberと夜の関係に… ほろ酔い潜入ガールが暴露したド級スクープ                   | 2023年 1月9日 |
| ＃232  | 衝撃の逮捕から1年半… 超カリスマキャバ嬢の“転落”留置所生活                              | 1月23日       |
| ＃233  | "トー横" 10代立ちんぼで稼ぐ… 歌舞伎町の闇の”今”に潜入                                  | 1月30日       |
| ＃234  | 【プレミアム限定】現役美女大学生が"恋愛術"伝授！デートコンサルに潜入                   | 1月30日       |
| ＃235  | 2時間4万円 混浴&密着マッサージ“究極奉仕”のレンタル彼女                                 | 2月6日        |
| ＃236  | 2300万円超の"全身フル課金" ヒミツの錬金術全貌【整形美女File①】                         | 2月13日       |
| ＃237  | 歌舞伎町で復活のカリスマ嬢！激動の新店オープンに密着                                   | 2月20日       |
| ＃238  | 小5で課金&ダウンタイム全公開でバズリ女【整形美女File②】                                | 2月27日       |
| ＃239  | 【プレミアム限定】"愚連隊の神様の孫" コラボ依頼殺到の美魔女YouTuberの壮絶人生          | 2月27日       |
| ＃240  | フォロワー80万の19歳無加工公開&年商2億社長のヒミツ♡                                    | 3月6日        |
| ＃241  | デリケートゾーン整形すると… 3000万課金の依存症                                         | 3月13日       |
| ＃242  | 会員爆増中マッチングサイト！欲望狂乱の限定オフ会全貌                                   | 3月20日       |
| ＃243  | 「死を考えた」 フリー芸人TKO再起への舞台裏                                             | 3月27日       |
| 最終回 | 【プレミアム限定】セクシー衣装で癒す全身タトゥーの美女彫師に密着                       | 3月27日       |

### 2025年
| ＃245 | 【新作】女性向け艶サービス…え!?ふわふわ♡“奥に”響く恍惚マッサージ | 2025年 8月16日 |

## スタッフ

### 給与明細
- 企画：テリー伊藤
- ナレーター：星野めぐみ
- 構成・演出：高須信行
- 構成：篠村俊夫、平林義信、島津秀泰、西田啓昭、小高弘嗣
- 取材カメラ：多田博人、Zeta
- VTR編集・MA：NEK STUDIO
- 音効：ZACK
- ディレクター：田中健、床波芳孝、君島一彦
- 企画協力：東譲（東宣AD）
- プロデューサー：原田政彦・川崎紗也香（ロコモーション）、辻本美樹（東宣AD）
- 製作：LOCOMOTION

#### 番組放送途中までのスタッフ
- ディレクター：双津大地郎
- プロデューサー：前田琢（テレビ東京）

### 給与明細2
- 企画：テリー伊藤
- ナレーター：星野めぐみ
- 構成：小高弘嗣、松見寿夫
- 編集：山浦真仁（STUDIO NAO）
- MA：イツルベ・セバスチャン、小林典正（STUDIO NAO）
- ロケ技術：スウィッシュ・ジャパン
- 音響効果：太田光則（ZACK）
- 車輌：ARサービス
- デスク：臼田奈津美
- AD：和田隼人、三井知人、得能和貴
- ディレクター：鈴木圭介、岡崎昇平、平元潤、鈴木晴太郎
- 演出：田中健
- プロデューサー：原田政彦、菅大輔
- 制作協力：SCRATCH
- 製作著作：LOCOMOTION

### 給与明細（ABEMA版、2021年4月以降）
- 企画：テリー伊藤
- ナレーター：村井理沙子
- 構成：小高弘嗣、松見寿夫
- 編集・MA：メディア・リース（以前はMAのみの回あり）
- 音響効果：樋口謙
- リサーチ：小暮翔
- AD：櫻井慎太郎、鈴木琴音、宮野敦希
- ディレクター：新井陽太郎、大村岳大、日比野大輔、権亨悟、堀田大輔、小嶋克也、安井啓太、伊藤和（以前はAD）【週替り】
- チーフディレクター：鈴木大二郎（以前はディレクター→演出）
- 演出：鈴木圭介（SCRATCH）
- プロデューサー：濱崎賢一（ABEMA）、奥村彰浩・松浦健太郎（AbemaProduction）、原田政彦（ロコモーション）、加藤将、小八重泰臣（SCRATCH、以前は制作プロデューサー）【毎週】、大久保麻映【不定期】
- 制作協力：AbemaProduction（2019年8月～）、ロコモーション、SCRATCH（2018年11月～）／、BACCANO（2020年9月28日～）
- 制作著作：ABEMA[11]

#### 過去のスタッフ（ABEMA版）
- 構成：丹羽周、松本憲一
- 編集・MA：すたじおいろは、ジーリンクスタジオ、ヌーベルアージュ、aai、スーパーダイズ
- 編集：CRAZY TV
- 音響効果：大芦茂樹
- イラスト：イトウデザイン
- デスク：栗野莉穂
- AD：高橋大地、齋藤俊樹、川野広大、内田亭佑、青木克哲、鳥居勇希、森谷優子、渡辺啓輝、影山沙希、蓮井悠太、齋藤果菜、丸谷尚敬、澤田美月、菅原惇史、赤松大悟、白鳥雄大、佐藤秀幸、宮崎貴子、野々山一路、濱田健太郎、尾堂早紀
- ディレクター：石間敬悟、竹田真、芝俊明、井上雄介、古沢マサル、小里予、鶴巻昌宏、上田亮太、石和田英明、佐藤智之、小澤雄一、蔡理皓、高木裕太、浅沼雄介、鈴木章浩、内山凌、和田恭幸（BACCANO）、小野亮太（スーパーレフト）、松崎秀峰、三宅佑治、得能和貴
- AP：辻大地
- 制作プロデューサー：青柳亮大（タッチプランニング）
- プロデューサー：有賀達也（タッチプランニング）、高木佐代子・桑野俊一（Abematv）、住田雄一（FAT TRUNK）
- 制作協力：タッチプランニング

## 放送局・放送時間
第1シリーズ
| 放送対象地域   | 放送局           | 系列           | 放送日時 | 備考                                                                                           |
| -------------- | ---------------- | -------------- | --- | ---------------------------------------------------------------------------------------------- |
| 関東広域圏     | テレビ東京       | テレビ東京系列 | 水曜 25時45分 - 26時15分（2001年10月 - 2002年3月） 日曜 24時35分 - 25時00分（2002年4月 - 2008年9月）                                                   |                                                                                                |
| 北海道         | テレビ北海道     | テレビ東京系列 | 水曜 24時55分 - 25時25分（2002年1月 - 2003年3月） 水曜 25時00分 - 25時30分（2003年4月 - 2007年3月） 水曜 25時20分 - 25時50分（2007年4月 - 2008年10月） | 局独自のタイトルカードとエンドカードに差し替え、提供クレジットは局ID又はブルーバックに差し替え |
| 愛知県         | テレビ愛知       | テレビ東京系列 | 月曜 24時58分 - 25時28分（不明 - 2005年3月） 日曜 24時35分 - 25時05分（2005年4月 - 2008年7月）                                                         | 途中打ち切り                                                                                   |
| 大阪府         | テレビ大阪       | テレビ東京系列 | 日曜 24時35分 - 25時00分（2002年4月 - 2008年7月） | 途中打ち切り                                                                                   |
| 岡山県・香川県 | テレビせとうち   | テレビ東京系列 | 日曜 24時50分 - 25時20分（不明 - 2008年10月） | 28日遅れ                                                                                       |
| 福岡県         | TVQ九州放送      | テレビ東京系列 | 火曜 24時58分 - 25時23分（不明 - 2008年10月） | 2007年10月から2008年4月までは放送を中断                                                        |
| 宮城県         | 東北放送         | TBS系列        | 火曜 25時25分 - 25時55分（不明 - 2008年10月） | 最終回の直前まで放送                                                                           |
| 福島県         | テレビユー福島   | TBS系列        | 火曜 25時25分 - 25時50分（期間不明） |                                                                                                |
| 新潟県         | 新潟放送         | TBS系列        | 火曜 25時05分 - 25時30分（2008年2月 - 2008年10月） |                                                                                                |
| 長野県         | 信越放送         | TBS系列        | 木曜 25時00分 - 25時25分（2007年10月 - 2008年9月） 木曜 25時05分 - 25時30分（2008年10月 - 2008年10月）                                                 |                                                                                                |
| 石川県         | 北陸放送         | TBS系列        | 火曜 25時10分 - 25時40分（不明 - 2007年10月） 火曜 25時30分 - 26時00分（2007年10月 - 2009年7月）                                                       |                                                                                                |
| 青森県         | 青森朝日放送     | テレビ朝日系列 | 不定期放送（期間不明） | 主に土曜25時台に放送                                                                           |
| 広島県         | 広島ホームテレビ | テレビ朝日系列 | 放送日時不明（期間不明） |                                                                                                |
| 岐阜県         | 岐阜放送         | 独立UHF局      | 土曜 25時00分 - 25時25分（不明 - 2007年12月） 日曜 26時05分 - 26時30分（2008年1月 - 2008年4月）                                                        |                                                                                                |

第2シリーズ
| 放送対象地域 | 放送局      | 系列           | 放送日時                                 | 備考 |
| ------------ | ----------- | -------------- | ---------------------------------------- | ---- |
| 関東広域圏   | テレビ東京  | テレビ東京系列 | 土曜 24時50分 - 25時15分（2014年4月 - ） |      |
| 愛知県       | テレビ愛知  | テレビ東京系列 | 木曜 25時00分 - 25時30分（2014年4月 - ） |      |
| 大阪府       | テレビ大阪  | テレビ東京系列 | 金曜 25時40分 - 26時05分（2014年4月 - ） |      |
| 福岡県       | TVQ九州放送 | テレビ東京系列 | 土曜 25時55分 - 26時20分（2014年4月 - ） |      |
| 石川県       | 北陸放送    | TBS系列        | 木曜 25時28分 - 25時58分（2014年9月 - ） |      |

## 備考
- 2014年5月3日に放送した回は、当初予定から実に100分遅れとなる26:30 - 26:55までという異例の放送時間となった。これは『JA全農世界卓球2014東京』で、女子準々決勝（日本VSオランダ）が第5試合（最終試合）の更にフルセットまでもつれる展開となり、大幅に放送時間を延長したことによるものである。またこの回放送のレンタル彼女はYahoo!検索急上昇になった為、5月5日に他局の情報バラエティ番組のコーナーで取り上げられた。
- 2014年6月12日に放送した回は、6月14日に『2014 FIFAワールドカップグループC コロンビアVSギリシャ』が24:30 - 27:10に放送の為、日時・放送時間(6月12日26:05 - 26:30)を変更した。